# André Maudet
Pour les articles homonymes, voir Maudet.
André Maudet (Saintes, 2 janvier 1903 - Saintes, 2 janvier 1996) est une personnalité politique française membre du Parti socialiste, avocat, résistant, qui a été maire de Saintes durant 25 ans et conseiller général durant 36 ans.

## Biographie
André Maudet est né à Saintes le 2 janvier 1903. Son père était droguiste et sa mère directrice de l'école Eugène-Pelletan.
Il est reçu au baccalauréat à 15 ans, fait ses études de droit à Bordeaux et devient le plus jeune avocat de France en s'inscrivant au barreau de Saintes avant ses 20 ans. Il en sera deux fois le bâtonnier.
Il milite à la Ligue des droits de l'homme puis au Parti socialiste.
Il fait la guerre comme capitaine de l'armée d'Alsace où il rencontre le général de Gaulle cantonné lui aussi à Wangenbourg.
Pour ses activités dans la Résistance, il est arrêté le 10 juin 1944 déporté au camp de Neuengamme puis transféré en avril 1945 au camp de Brezanni dont il est libéré le 8 mai 1945. Il est accueilli à son arrivée en gare de Saintes le 19 mai 1945 par une foule nombreuse.
Il a reprend sa vie de famille avec sa femme et sa fille et son activité de brillant avocat, mais il restera d'une extrême maigreur.
Dans son cabinet d'avocat, il recrute le jeune Philippe Marchand, futur député socialiste et ministre.
Il meurt à Saintes le 2 janvier 1996.

## Mandats électifs
- Conseiller d'arrondissement en 1931
- Conseiller général en 1937 : il succède à Fernand Chapsal faisant ainsi passer le canton à gauche.
- Conseiller municipal de Saintes en 1938 (il prend le siège de son père) mais il refuse de prêter serment à Vichy et doit démissionner[2].
- maire de Saintes le 7 juillet 1945.
- Député SFIO pour les deux assemblées constituantes de 1945 et 1946, puis il se consacrera uniquement à des mandats locaux.
- en désaccord avec les communistes il est réélu en 1947 à la mairie de Saintes avec l'appui des gaullistes. Il sera réélu en 1953, 1959 et 1965 (avec 65 % des voix) mais battu en 1971[2].
- après la guerre il est à nouveau élu au Conseil général de la Charente-Maritime où il va siéger au total 36 ans.

## Décorations
- Croix du combattant volontaire de la Résistance
- En 1957, officier de la Légion d'honneur remise par Guy Mollet
- En 1982, grand croix de commandeur de la Légion d'honneur remise par Gaston Defferre
- Officier des Palmes académiques[2]

## Mémoire
Le square devant la mairie de Saintes porte son nom.